# Eggmühl
Eggmühl (hist. Eckmühl) — dzielnica gminy targowej Schierling w Niemczech, w kraju związkowym Bawaria, w rejencji Górny Palatynat, w regionie Ratyzbona, w powiecie Ratyzbona. Leży nad rzeką Große Laber, ok. 20 km na południowy wschód od Ratyzbony.
Miejscowość znana jest przede wszystkim jako miejsce bitwy stoczonej 21-22 kwietnia 1809 r. podczas wojny V koalicji pomiędzy wojskami francuskimi, bawarskimi i wirtemberskimi po stronie Napoleona a wojskami austriackimi pod dowództwem arcyksięcia Karola, w wyniku której ten ostatni poniósł klęskę. Napoleon w uznaniu wkładu marszałka Davouta w zwycięstwo nadał mu tytuł księcia Eckmühl.